# 寺西睦
寺西 睦（てらにし むつみ、1964年6月26日 - ）は、日本の政治家。愛知県議会議員（4期）。愛知県政の目玉プロジェクトを立案する若手・中堅ブレイン、中心議員のひとりと言われる。
父は故人・自由民主党愛知県連会長等を務めた重鎮・寺西学（てらにし　がく）。第24代自由民主党総裁・谷垣禎一元衆議院議員とは再従兄弟（はとこ）関係にあたる。

## 来歴・人物
愛知県名古屋市中村区生まれ。
名古屋市立中村小学校、名古屋市立豊正中学校、愛知県立名古屋西高等学校卒業。
1987年、明治大学文学部史学地理学科卒業
1989年、明治大学政治経済学部政治学科卒業
2006年、名古屋大学大学院環境学研究科博士前期課程修了、環境学修士
2012年、名古屋大学大学院環境学研究科博士後期課程単位満了退学
部活育ちのテニスでは、高校時代は愛知県代表としてインターハイ、春の高校選抜、全日本ジュニア選手権に出場、東海4県（愛知、岐阜、三重、静岡）代表として国体出場（島根国体）。大学時代は体育会硬式庭球部・副将として全日本大学対抗王座テニス大会準優勝（優勝は早稲田大学）に輝く等、関東学生テニス選手権大会、全日本学生テニス選手権大会などでも活躍。
大学卒業後は、株式会社電通に勤務し、愛・地球博誘致開催計画、国連環境計画こども環境サミット2005構想立案、COP10誘致など中部圏活性化プロジェクトを担当。株式会社電通 営業統括局企画推進部、部長。
2004年、全国で初めて行われた自民党愛知県連による参議院議員選挙予備選挙に立候補。橋本龍太郎元首相の推す大島慶久と麻生太郎の推す浅野勝人を相手に、父である寺西学元県議会議長の派閥の支持を得て選挙を戦う。投票の結果、8547票を得るも候補者3人中3位に終わった。その後2位の大島の辞退により県連から立候補を要請されるも辞退。
2009年、第45回衆議院議員総選挙に、愛知5区より自民党公認で出馬。民主党への政権交代選挙の民主党の赤松広隆に惜敗し、88,964票を獲得するも、比例復活ならず落選。
2011年、愛知県議会議員選挙（中村区選挙区）に自民党公認（公明党・日本一愛知の会推薦）で立候補、無投票当選。
2012年、米国視察の報告書を「ボルダーの挑戦」として11人の県議とともに自費出版。地方議員が報告書を自費出版するのは全国初の試み。
2013年、参議院愛知県選挙区での自民党公認を目指し、愛知県連予備選に出馬するも、同じく県議の酒井庸行に敗れ落選。参議院選挙には出馬せず。
2013年、愛知県議会6月定例議会において「第20回アジア競技大会（2026年）」の愛知県への誘致・開催を提案。
2014年、愛知県議会産業労働常任委員会、副委員長に就任。
2015年、愛知県議会議員選挙（中村区選挙区）に自民党公認（公明党推薦）で立候補、トップ当選。
2017年、愛知県議会振興環境常任委員会、委員長に就任。
2018年、Amazonで売り上げ第7位にランクインした前著「ボルダーの挑戦。―Smart CityにみるAichiの未来」に続く、第2弾「ポートランドの衝撃。―都市の“景色”が変えるAichiの“意識”」を共同出版。
2018年、愛知県政150周年に向け「夢あいち21 Version3.0」政策を立案、安倍晋三内閣総理大臣（故人）、菅義偉内閣官房長官、西村康稔副長官に直接提言。
2019年、統一地方選挙（4月）愛知県議会議員選挙（中村区選挙区）に自民党公認（公明党推薦）で立候補、無投票当選（3期連続当選）。
2020年、自由民主党愛知県議員団幹事長に就任。新型コロナウィルス感染症対策（感染拡大抑止、経済支援政策、医療機関支援、学校教育現場対策）に取り組む。
2020年、防衛省陸上自衛隊第十師団より師団長（鈴木直栄陸将）感謝状を受ける。
2021年、愛知県競馬組合議会副議長に就任。名古屋競馬場移転プロジェクト、新競馬場（弥富市）開場プロジェクトを担う。
2021年、全国都道府県議会議長会より在職10年及び地方自治功労表彰を授与。
2021年、愛知県ハンガリー友好協会副会長に就任。駐日ハンガリー大使館／在名古屋ハンガリー名誉領事館顧問に就任。
2022年、愛知県議会総務企画常任委員会委員長に就任。愛知県制150周年記念事業、ジブリパーク開園、基幹的広域防災拠点等の大規模プロジェクトを担当。
2023年、統一地方選挙（4月）愛知県議会議員選挙（中村区選挙区）に自民党公認（公明党推薦）で、得票率44.4％、名古屋市内自民党公認候補中トップで4期連続当選。
2023年、第75代名古屋競輪組合議会議長に就任。
2024年、愛知県競馬組合議会議長に就任。
2024年、防衛省陸上自衛隊中部方面隊総監（小林弘樹陸将）より総監感謝状を受ける。
2025年、愛知県監査委員に就任。

## 著書
- 『ボルダーの挑戦。―Smart CityにみるAichiの未来』流行発信、2012年4月
- 『ポートランドの衝撃。―都市の“景色”が変えるAichiの“意識”』流行発信、2018年4月
- 『パンゲアのうた』らくだぶっく、2003年6月
- 論文『環境教育の手法に関する一考察 ‐イベント型環境教育の可能性について‐ Study of method for environmental education：The potential of event-type environmental education』、2007年10月（名古屋大学大学院環境学研究科博士前期課程修士論文）

## 出演
- むつみのSuperTuesday（MID-FM）-パーソナリティ他